# Домажлице (район)
Домажлице (чеш. Okres Domažlice) — один из 7 районов Пльзенского края Чешской Республики. Административный центр — город Домажлице. Площадь — 1 123,46 кв. км., население составляет 60 843 человека. В районе насчитывается 85 муниципалитетов, из которых 8 — города.

## География
Расположен на юго-западе края. Граничит с районами Пльзень-юг, Тахов и Клатови Пльзенского края. На юго-западе — государственная граница с Германией.

## Города и население
Данные на 2009 год:
| Город             | Население |
| ----------------- | --------- |
| Домажлице         | 11 128    |
| Кдине             | 5 302     |
| Голишов           | 4 992     |
| Горшовски-Тин     | 4 990     |
| Станьков          | 3 226     |
| Бела-над-Радбузой | 1 813     |
| Побежовице        | 1 660     |
| Гостоунь          | 1 401     |

| Всего          | Женщин           | Мужчин           |
| -------------- | ---------------- | ---------------- |
| 60 843 (100 %) | 30 627 (50,34 %) | 30 216 (49,66 %) |

Средняя плотность — 54 чел./км²; 56,72 % населения живёт в городах.